# Lingvo.ua
Lingvo.ua — інтернет-портал он-лайн словників та бази перекладів, створений компанією ABBYY. 

## Портал

### Переклад
Он-лайн сервіс дозволяє отримати точний переклад слів та фраз для англійської, німецької, французької, італійської, іспанської, латинської та української мов.  
Портал містить унікальну базу перекладів з прикладами сучасного вживання слів та словосполучень у реченнях з художньої та технічної літератури, законодавчих та юридичних документів, інтернет-сайтів. Масив прикладів постійно поновлюється: фрагменту російською відповідає фрагмент англійською, французькою, німецькою мовами. 

### Словники
Традиційно для ABBYY Lingvo, якісний переклад забезпечує авторитетна колекція з понад 50 сучасних словників загальної та тематичної лексики: медичної, юридичної, економічної, комп’ютерної, науково-технічної та інших, залежно від мовного напрямку. Портал надає користувачам можливість знаходити значення українських слів у Великому тлумачному словнику сучасної української мови © видавництва «Перун». Це універсальний довідник сучасної української мови, що містить близько 250 тисяч слів та словосполучень. 
По українському напрямку Lingvo.ua надає безкоштовний доступ до наступних видань: 
- Великий тлумачний словник сучасної української мови («Перун», 2005) — 250 тисяч слів і словосполучень
- Орфоепічний словник української мови («Перун», 2008)
- Українсько-англійський та англо-український словники («Перун», 2009)
- Українсько-російський та російсько-український словники («Перун», 2008)

### Додаткові можливості для зареєстрованих користувачів
Користувачі десктопної версії ABBYY Lingvo x5 можуть активувати на порталі серійний номер своєї програми і отримати повний доступ до придбаних словників з будь-якого пристрою, підключившись до інтернету. 
Компанія ABBYY анонсувала, що на порталі можна буде придбати додаткові спеціалізовані преміум-словники. Таким чином, на будь-якому мобільному пристрої в будь-який час до послуг користувачів може бути до 220 словників.